# Brossa d'ahir
Brossa d'ahir és el primer disc del cantant rafelbunyoler Pep Laguarda, acompanyat pel grup Tapineria.
Est àlbum, junt amb Humitat relativa de Remigi Palmero (1979) i Cambrers de Juli Bustamante (1981), forma part de l'anomenada «trilogia del pop mediterrani valencià», segons la crítica especialitzada.
El grup viatjà fins a Mallorca per a enregistrar les cançons a l'estudi casolà Banana Moon Observatory, a l'andana de ca Daevid Allen, que feu de productor i tocà el baix en un parell de cançons; Pau Riba apareix acreditat com a director artístic junt a Laguarda, i el germà d'aquell, Xavier Riba, toca el violí en "Milanta anys-llum blues"; també hi col·laboraren el guitarrista Joan Bibiloni Febrer i el bateria Tico Balanzà. La "Balada de l'àngel bru" està basada en el cant dels set diumenges de sant Josep de l'església de Rafelbunyol.
Descatalogat durant molts anys i considerat disc de culte, les còpies en vinil de la primera edició aplegaren a vendre's per més de tres-cents euros fins que l'any 2005 fon reeditat en disc compacte en dos edicions, una amb un altre disc d'extres i dos llibrets amb les lletres, la història i lloances d'altres artistes com Sara Montiel.
| 1. | «Alceu-vos xe, que ja és de dia!/Sent» |                              | 7:45 |
| 2. | «Cims i abismes»                       |                              | 4:54 |
| 3. | «Caseta del Plater»                    |                              | 5:35 |
| 4. | «Una paüra»                            |                              | 7:48 |
| 5. | «Milanta anys-llum blues»              |                              | 2:42 |
| 6. | «Balada de l'àngel bru»                |                              | 9:25 |
| 7. | «Cims i abismes» (demo)                | inclosa en la reedició en CD |      |
| 8. | «Coliri» (deliri de les multituds)     | inclosa en la reedició en CD |      |

| 1. | «Caseta del Plater»                      |  |
| 2. | «Una paüra»                              |  |
| 3. | «Alceu-vos, xe, que ja és de dia / Sent» |  |
| 4. | «Papallona cançonera»                    |  |
| 5. | «Milanta anys-llum blues» (videoclip)    |  |

## Participants
| A.   | Segell   |    | Referència |
| ---- | -------- | -- | ---------- |
| 1977 | Ocre     | LP | BOL-003-B  |
| 2005 | DiscMedi | CD | DM 899CD   |
| 2008 | MANDRAX  | LP | MX 806LP   |

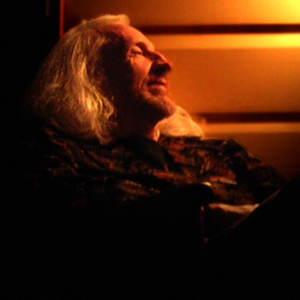
Daevid Allen, en 2004
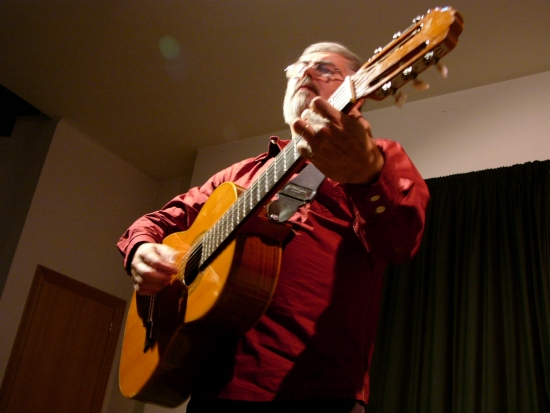
Garri, l'any 2007
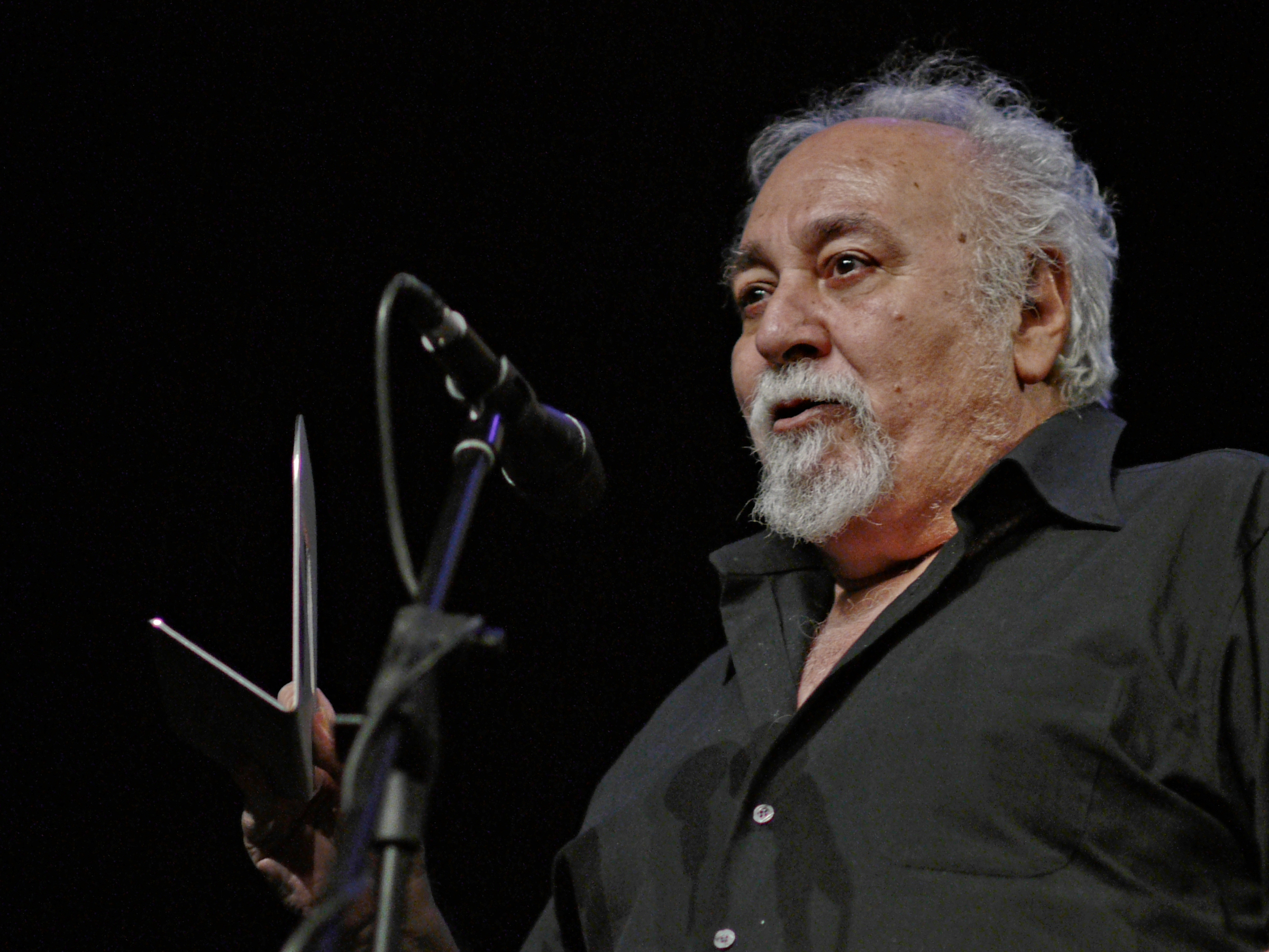
Laguarda, 2013
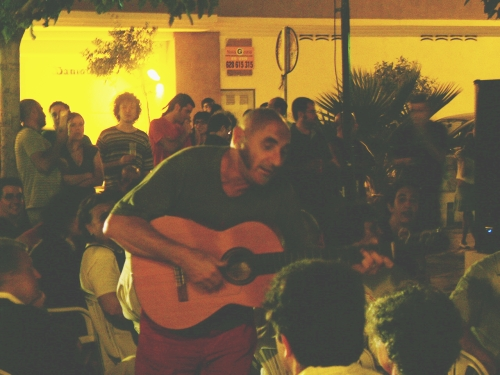
Pau Riba, 2007

- Daevid Allen: baix elèctric (1, 4), producció
- Joan Bibiloni: cors (2, 4)
- Garri Campanillo: percussió
- Saki Guillem: guitarra acústica, harmònica, llaüt, percussió
- Pep Laguarda: veu, guitarra, harmònica, percussió
- Joan Marí: guitarra solista, veus
- Pepe Milan: cors (2, 4)
- Pinet: bongos, veus
- Xavier Riba: glockenspiel, mandolina, violí, veus
- Pau Riba: guitarra elèctrica
- Viven: flauta, harmònica, planxes